# Barther Oie
Barther Oie es una isla deshabitada, perteneciente al estado federado (Bundesland) de Mecklenburg-Vorpommern, Alemania. La isla se encuentra localizada en el mar Báltico, entre la ciudad de Barth y Zingst.
La isla ocupa una superficie de aproximadamente 850 x 800 y su punto más alto se eleva a tan sólo 1 m s. n. m. Actualmente es la isla una superficie bajo protección natural.
Las coordenadas de Barther Oie son: 54° 24′ 31" N, 12° 43′ 40" O.
- Datos: Q464641